# Fissidens jap-amabilis
Fissidens jap-amabilis là một loài Rêu trong họ Fissidentaceae. Loài này được Sakurai mô tả khoa học đầu tiên năm 1937.